# Gregorio Selleri
Gregorio Selleri (Panicale, 12 de julho de 1654 - Brescia, 31 de maio de 1729) foi um cardeal do século XVIII

## Biografia
Nasceu em Panicale em 12 de julho de 1654. Filho de Bernardino Selleri e Eugenia Manichini. Seu nome de batismo era Giuseppe. Perdeu os pais quando era criança. Seu sobrenome também está listado como Sellari.
Foi criado e educado pelo tio materno Arcangelo Minichini, que apoiou a vocação do jovem para a vida religiosa. Ingressou na Ordem dos Pregadores, em 20 de julho de 1669, no convento de Perúgia, com o apoio do Bispo Reginaldo Lucarini, OP, de Città della Pieve; ele adotou o nome de Gregorio; fez sua profissão solene em 25 de julho de 1670; estudou no Collegio della Minerva, Roma (filosofia e teologia).
Ordenado, 1677. Regente da escola dominicana San Tommaso, Nápoles. Foi preceptor de Camilo Cybo, futuro cardeal. Leitor na escola de S. Maria sopra Minerva, Roma, 1677. Leitor e consultor no convento dominicano de Nápoles, 1682-1692. Teólogo papal e assistente do mestre do Palácio Sagrado, 1692. Professor de teologia tomista no Collegium Casanatense, 1700-1707. Secretário da SC do Índice, fevereiro de 1707. Consultor da SC dos Ritos. Mestre do Sagrado Palácio, 12 de março de 1711. Confessor do Papa Clemente XI. Contribuiu para a condenação final do jansenismo na bula Unigenitus Dei Filius. Confirmado em seus cargos pelos Papas Inocêncio XII e Bento XIII. Participou como teólogo no sínodo romano provincial de 1725.
Criado cardeal e reservado in pectore no consistório de 9 de dezembro de 1726; publicado no consistório de 30 de abril de 1728; recebeu o gorro vermelho e o título de S. Agostino, a 10 de maio de 1728.
Morreu em Roma em 31 de maio de 1729, às 3 horas da manhã, em sua casa ao lado da igreja de S. Niccolò em Arcione. Exposto na igreja de S. Maria sopra Minerva, onde no dia seguinte se realizou a capella papalis, e sepultado nessa mesma igreja. Ele deixou todos os seus bens para o mestre geral de sua ordem.